# Estudio de caso
El estudio de caso o análisis de caso (en inglés: case study) es un instrumento o método de investigación con origen en la investigación médica, psicológica y educativa, que se enfoca en un caso en específico de una sola persona o grupo, el cual es exclusivo y particular de esa persona o grupo, y que se ha utilizado en la sociología por autores como Herbert Spencer, Max Weber, Robert Merton, e Immanuel Wallerstein. Actualmente se sigue utilizando en las ciencias sociales como método de evaluación cualitativa. El psicólogo educativo Robert E. Stake es pionero en su aplicación a la evaluación educativa.

## Caracterizaciones generales
Los estudios de casos incluyen una variedad de grupos de presión como movimientos de paz, movimientos sociales, derechos de las mujeres, exiliados, tratados internacionales, y grupos extremistas de derecha y de extrema izquierda. Los asuntos que se abordan entre otros incluyen la relación de los espacios públicos y privados en el contexto de la actividad política, la interrelación entre cambio social y cambio dentro de la familia, así como la relación entre generaciones en términos de políticas y de procesos que ofrecen la motivación para que un individuo participe en movimientos sociales. Esta técnica intenta contribuir al cambio de paradigma en la investigación de los movimientos sociales.
Según Daniel Díaz (1978), es un “examen completo o intenso de una faceta, una cuestión o quizás los acontecimientos que tienen lugar en un marco geográfico a lo largo del tiempo”.  Otros como Mcdonald y Walker (1977) hablan de un examen de un caso en acción. Muchos otros lo definen también, pero todos coinciden en que debe ser una investigación procesual, sistemática y profunda de un caso en concreto.
Un caso puede ser una persona, una organización, un programa de enseñanza, un acontecimiento, etc. En educación, puede ser un alumno, un profesor, un aula, un claustro, una programación, un colegio.
Destacamos a Merrian (1988), quien define el estudio de caso como particularista, descriptivo, heurístico e inductivo. Es muy útil para estudiar problemas prácticos o situaciones determinadas. Al final del estudio de caso encontraremos el registro del caso, donde el mismo se expone de forma descriptiva, con cuadros, imágenes, recursos narrativos, etc.
Algunos consideran el estudio de caso como un método, y otros como un diseño de la propia investigación cualitativa. Como dice Yin (1993), el estudio de caso no tiene especificidad, pudiendo ser usado en cualquier disciplina para dar respuesta a preguntas de la investigación para la que se aplique.
El estudio de caso cuenta con distintas categorías: crónico, descriptivo, pedagógico, y también para contrastar una teoría según el objetivo de la investigación y los tipos del estudio de caso: factual, interpretativo, evaluativo. También destaca la clasificación de Stake (1994), en estudios de caso intrínsecos (para comprender mejor el caso), instrumentales (para profundizar un tema o afirmar una teoría), y colectivos (el interés radica en la indagación de un fenómeno, una población… a efectos de analizar varios aspectos).
Son mucha las clasificaciones de estudio de caso. Destaca también la de Yin (1993), quien destaca el estudio de caso único, que se centra en un solo caso, justificando las causas del estudio, de carácter crítico y único, dada la peculiaridad del sujeto y objeto de estudio, que hace que el estudio sea irrepetible y su carácter revelador, pues permite mostrar a la comunidad científica un estudio que no hubiera sido posible conocer de otra forma. También se destaca el estudio de caso múltiple, donde se usan varios casos a la vez para estudiar y describir una realidad. Ahora bien, ya sea el estudio de caso único o múltiple, además pueden tenerse una o más unidades de análisis, considerando la realidad que se estudia de forma global o en subunidades de estudio, independientemente de si se trata de uno o más casos.
En cuanto a los objetivos del estudio de caso, trata:
- Producir un razonamiento inductivo. A partir del estudio, la observación y recolección de datos establece hipótesis o teorías.
- Puede producir nuevos conocimientos al lector, o confirmar teorías que ya se sabían.
- Hacer una crónica, un registro de lo que va sucediendo a lo largo del estudio.
- Describir situaciones o hechos concretos
- Proporcionar ayuda, conocimiento o instrucción a caso estudiado
- Comprobar o contrastar fenómenos, situaciones o hechos.
- Pretende elaborar hipótesis
- Es decir, el estudio de caso pretende explorar, describir, explicar, evaluar y/o transformar.

Para la selección de un caso, puede atenderse al carácter representativo de un caso concreto, aunque la intención del estudio de caso no sea precisamente la de generalizar datos (puede ser que la intención sea transformar esa realidad, y no generalizar a otros casos).

## Identificación del problema a investigar
Para Yin (1994: 20) los interrogantes de investigación o preguntas de estudio, son el primer elemento del diseño de cualquier investigación. Estos interrogantes identifican el problema central de la investigación e indican qué metodología de investigación será la más adecuada. Según este autor los interrogantes "cómo" y "por qué" son los más indicados para una metodología de estudio de caso.
Stake (1975) propone identificar aquello que constituye un caso analizando si el fenómeno susceptible de estudio es un sistema integrado y relativamente independiente de su entorno. Por otro lado, cuando Merriam (1988) analiza los factores a tener en cuenta para aplicar una metodología de estudio de caso, resalta la importancia de que el foco de la investigación sea un sistema integrado, como una persona, un proceso, una institución o un grupo social.

## Revisión de Literatura
Yin (1994) propone que es necesario plantear previamente al diseño de la investigación cómo será la relación lógica de los datos obtenidos con las proposiciones definidas ("the logic linking the data to the propositions") y qué criterios serán utilizados para interpretar los resultados ("the criteria for interpreting the findings")
Englobando estos componentes Yin (1994) propone definir un marco teórico preliminar sobre el problema estudiado a partir de los conocimientos previos disponibles en la bibliografía científica. Es necesario hacer esta definición teórica antes de iniciar la recolección de datos porque ayudará en el diseño de la investigación y en la interpretación de los resultados.
También será necesario definir este marco teórico en los estudios de caso sobre dominios o temas donde los conocimientos científicos sean poco sólidos o inexistentes y se opte para realizar un estudio de caso exploratorio.

## Diseño de investigación
Yin (1994) propone sofisticar el diseño de investigación aplicando diferentes unidades de análisis sobre el mismo caso. Según este autor las unidades de análisis permiten definir qué es el caso. Cuando el estudio de caso se realiza sobre un objeto concreto, por ejemplo una persona (pacientes, líderes, estudiantes...), la unidad de análisis está muy clara porque es el propio objeto investigado. En cambio, en estudios de caso sobre fenómenos o acontecimientos más complejos de definir, es necesario considerar una o varias unidades de análisis que permitan dar un paso más en la concreción de la investigación. Las unidades de análisis permiten definir los límites del caso para diferenciarlos de su contexto y orienten la elaboración de los resultados estableciendo los límites de la argumentación.
Por lo tanto, sintetizando estas aportaciones, los interrogantes "cómo" y "por qué" permiten concretar el problema inicial de una investigación de estudio de caso donde será necesario identificar un sistema integrado que constituirá el fenómeno objeto de estudio. Una investigación de estudio de caso, según el diseño de Yin (1994), contiene una fase donde se enuncian las proposiciones de investigación (study's propositions). Se trata de afirmaciones sobre el problema identificado a partir de las bases teóricas de la investigación. Su función es encaminar la investigación en la dirección correcta mostrando aquello que es necesario observar para obtener evidencias y evitar "recogerlo todo".
El análisis de los datos no se produce nunca a partir del vacío. Es necesario un marco teórico dónde situar las proposiciones provisionales de solución del problema detectado o, como mínimo, algunas presuposiciones sobre cómo tratarlo. Tal y como hemos indicado, la teoría juega un papel esencial en el desarrollo de las investigaciones de estudio de caso para contrastar una teoría o para desarrollar una nueva (Reigeluth y Frick, 1999: 638; Merriam, 1988: 58), ya sea en un dominio con una sólida base teórica o en relación a un tema con pocos conocimientos establecidos.
En cualquiera de estas circunstancias el procedimiento es el mismo: comparar los datos recogidos con las implicaciones que se deducen de la teoría. La investigación dependerá más de la deducción si la base teórica disponible está lo suficientemente desarrollada.
Stake (1995), en cambio, propone aplicar un diseño de investigación menos estructurado y mucho más inductivo utilizando una estructura conceptual por temas que estará presente en las cuatro fases de un diseño clásico ayudando a concretar los problemas, guiando la recolección de datos y proponiendo soluciones.
Inicialmente se identifican 10 ó 12 temas que pueden tomar la forma de afirmaciones, preguntas, relaciones de causa y efecto o simplemente posibles problemas. Esta lista inicial cumple la función de concretar el problema a estudiar, pero rápidamente quedará reducida a dos o tres ítems que "ayudarán a estructurar las observaciones, las entrevistas y la revisión de documentos" (Stake, 1995: 29)
Conforme la investigación avanza, los temas que inicialmente fueron propuestos de forma provisional, cumpliendo la misma función que las hipótesis, van cogiendo forma y poco a poco se van convirtiendo en proposiciones de una teoría que, en función de cada investigación, tendrá un determinado alcance.
Stake (1995) utiliza un diseño alternativo de la investigación de estudio de caso en el cual la fase de establecimiento de proposiciones o soluciones provisionales está fuertemente integrada con la fase anterior (concreción del problema) y las posteriores (recolección y análisis de datos) por medio de una estructura conceptual por temas que van evolucionando y cambiando en su formulación y función.
Aun así, la fase de establecimiento de soluciones provisionales es el elemento central sea cual sea la orientación del diseño de la investigación. Esta fase facilita la posterior evolución de la investigación orientando la recolección de datos y marcando las pautas en su análisis. No obstante, el establecimiento de soluciones provisionales está condicionada por el grado de desarrollo teórico del área de conocimiento implicada y por los objetivos finales de la investigación.
Las proposiciones o soluciones provisionales podrán apoyarse más o menos en la base teórica de la investigación en función de su grado de desarrollo. Así, en áreas de conocimiento con teorías sólidas podrán realizarse estudios de caso para contrastar, clarificar, redefinir o ampliar esta teoría. En cambio, en dominios dónde el desarrollo sea todavía incipiente será necesario crear la teoría.
Por otro lado, hay diferentes objetivos que se pueden lograr con una investigación de estudio de caso: ofrecer explicaciones o interpretaciones sobre el fenómeno investigado, simplemente hacer una descripción, explorar sus características y funcionamiento o hacer una evaluación (Merriam, 1988: 28-29; Yin 1994: 38). La formulación de las soluciones provisionales y su papel cambiará en función de estos objetivos.
En las investigaciones explicativas es necesaria una base teórica sólida que permita derivar soluciones provisionales para el problema que se ha planteado. Los resultados de este tipo de investigaciones permitirán contrastar la teoría y añadir nuevas pruebas de su adecuación a los hechos o, al contrario, ponerla en cuestión.
El papel de las proposiciones o soluciones provisionales en investigaciones descriptivas es prácticamente nulo, puesto que el objetivo no es dar una solución sino presentar una narración detallada de las características y funcionamiento del fenómeno investigado, dejando para posteriores estudios la generación de hipótesis para contrastar la teoría (Merriam, 1988: 28-29).
Los estudios de caso exploratorios parten de áreas de conocimiento poco desarrolladas, en las que se tienen que crear nuevas teorías y donde la investigación debe avanzar de forma inductiva generando hipótesis que posteriores estudios intentarán confirmar (Merriam, 1988: 13). Pese a estas circunstancias, también son necesarias las hipótesis, por muy tentativas o provisionales que sean, para conseguir una posible solución al problema detectado.
Finalmente, una investigación evaluativa contiene descripción, explicación y juicio. Por lo tanto, la función de las proposiciones en estas investigaciones será la misma que en los estudios explicativos.
En resumen, el diseño de una investigación de estudio de caso gira alrededor de la fase de establecimiento de proposiciones o soluciones provisionales. En esta fase se formulan afirmaciones sobre el problema planteado con la función de guiar la investigación en la dirección correcta. Esta fase está condicionada por el grado de desarrollo teórico del área de conocimiento implicada y por los objetivos finales de la investigación.

## Recolección de Datos
Las técnicas más utilizadas para la recolección de datos en las investigaciones cualitativas por lo general, y el estudio de caso en particular, son el análisis de documentos, la observación, y las encuestas.
Yin (1994) establece hasta seis técnicas de obtención de datos o "fuentes de evidencias", como él lo denomina: documentación, documentos de archivo, entrevistas, observación directa, observación participante y objetos físicos. Aun así, se pueden resumir en los tres tipos antes apuntados puesto que los documentos de archivo, los objetos físicos, los papeles personales y las fotografías se pueden considerar dentro del apartado de documentos.

### Historia de casos
Los estudios de caso se basan en la recopilación de información detallada sobre el mismo individuo o grupo a lo largo de un tiempo considerable; el material proviene principalmente de entrevistas, observaciones directas y otras herramientas descriptivas. Generalmente es usado en los ambientes de salud mental. Entre sus ventajas encontramos el que proporcionan más información sobre procesos íntimos y complejos que cualquier otro método y posibilitan formular ideas sobre el desarrollo durante el ciclo vital; entre sus deficiencias encontramos el que sus resultados son poco generalizables y es difícil lograr la objetividad.

### Observación de campo o natural
Consiste en la observación de la conducta humana en el ambiente natural donde ellos se desenvuelven. Se realiza un registro meticuloso de las observaciones, que pueden consistir en grabaciones, registros escritos o descripciones de lo observado.

### Observación no restringida vs observación restringida
La observación no restringida en la observación de los fenómenos conductuales de manera libre. Este tipo de observación nos permite descubrir ciertas pautas en el comportamiento de las personas, lo que puede llevar a la formulación de preguntas e hipótesis, las cuales podrían ser respondidas por otros métodos de investigación.
Observación restringida es aquel tipo de observación en la cual se ha definido operacionalmente las variables a observar y se procede a su registro exhaustivo, sin preocuparse de otros factores. Este tipo de observación permite obtener resultados más exactos que la observación libre, pero tiene el riesgo de que en ocasiones se pierdan de vista otras variables que podrían ser importantes.

### Observación participativa
Observación participativa es aquella en que el investigador participa de las actividades que está investigando. Si son aceptados dentro del grupo, es poco probable que su presencia genere incomodidad y deforme la conducta a estudiar.

### Observación reactiva vs observación no reactiva
Observación reactiva es aquella en que las personas saben que están siendo estudiadas por el investigador. Es recomendable en aquellos casos donde se requiere la participación activa de las personas en el proyecto.
Observación  no reactiva es aquella en que las personas no saben que están siendo estudiadas, ya sea porque el investigador se encuentre oculto o, si es una observación participativa, oculta su identidad. Tiene la ventaja de que las conductas de los individuos no se ven afectadas por la conciencia de ser observados, pero tiene el problema ético del desconocimiento de las personas de su condición de estudiados.

### Observación con intervención
Hay situaciones en las cuales el investigador desea conocer las reacciones de la gente ante un determinado hecho en su ambiente natural. Para ello, el investigador puede "crear" una situación determinada (por ejemplo. puede contratar a una persona para que simule haber sido atropellada y observar las reacciones de la gente). Por lo general, este tipo de observaciones trata de ser no reactiva.

### Encuestas
Consisten en la recopilación cara a cara de autoinformes. Existen tres grandes tipos de encuestas: abiertas o no estructuradas (entrevistas), en las que el entrevistador construye las preguntas que sean necesarias para explorar los temas a investigar; semiestructuradas, donde solo están definidas las áreas globales a abordar y, finalmente, estructuradas (cuestionarios), donde se presentan preguntas con respuestas definidas a las que se espera que todos respondan.
Entre las ventajas de las entrevistas, encontramos que ellas permiten recabar más información que los cuestionarios y permiten obtener mejores muestras, ya que la gente no suele rehusarse a realizar una entrevista. Entre las desventajas, encontramos que son relativamente costosas, ya que requieren mucho más tiempo y personal calificado, y presentan los mismos problemas de los cuestionarios en lo referente a la veracidad de los autoinformes.

### Cuestionarios
Los cuestionarios consisten en formas que contienen gran cantidad de preguntas con respuestas que pueden ser respondidas rápidamente.
Constituyen una forma de recopilar gran cantidad de información de una cantidad considerable de individuos gastando poco tiempo y dinero, pero tienen el defecto de que los resultados no son siempre precisos (la gente puede falsear los resultados) y requiere determinar si la muestra utilizada es representativa de la población, también puede presentarse una delimitación del problema de resultados y así poder generar preguntas de tipo textual.

### Test psicológicos
Las pruebas son cuestionarios cuyo contenido ha sido validado mediante diversas técnicas de estandarización. El resultado que arroja una prueba nos permite comparar a un individuo con respecto al resto de la población.
Entre las ventajas de la pruebas encontramos, si esta está bien construida y aplicada, la confianza que nos dan sus resultados. Entre sus desventajas, encontramos el que algunas requieren personal entrenado y que su validez dependa de si está adaptada a la población a la cual se le va a aplicar.

### Experimentos
Los experimentos son también una forma de determinar causalidad. A grandes rasgos, consiste en manipular una determinada situación (la variable independiente) y observar qué cambios se producen en determinados comportamientos de la gente, los cuales constituirían la variable dependiente.
En general, un estudio experimental cuenta con dos grupos: el grupo experimental y el grupo control. Estos dos grupos serían iguales en todos los aspectos, menos en la exposición a la variable independiente; con esto se busca eliminar el efecto de las variables intervinientes o extrañas al experimento. Si el grupo experimental presenta una diferencia significativa en el nivel de la variable dependiente en relación al grupo control, se podría asumir que el tratamiento es causa del cambio.
Si bien los experimentos nos permiten establecer relaciones de causa y efecto, tienen el problema de la dudosa generalización que se puede hacer de sus resultados a la vida real, donde no se presentan tan especiales características situacionales de un experimento.

## Técnicas de Correlación
Aunque hay casos en que no se puede determinar las relaciones causa efecto entre dos fenómenos, se puede establecer el grado de relación que existe entre ellas a través de los análisis de correlación.
A grandes rasgos, los análisis de correlación se basan en la medición de dos o más variables, para después establecer, a partir de determinadas pruebas matemáticas, el grado de relación que existe entre las variables. El coeficiente de correlación es entonces un índice que nos permite determinar en que grado un cambio en el valor de una de las variables influirá en la(s) otra(s); el signo del coeficiente nos dirá si la relación es directa (valor positivo) o inversa (valor negativo) entre las variables, en tanto que el valor absoluto (que va entre 0 y 1) nos dará cuenta de la fuerza de la correlación.